# Harpactocrates escuderoi
Harpactocrates escuderoi là một loài nhện trong họ Dysderidae.
Loài này thuộc chi Harpactocrates. Harpactocrates escuderoi được miêu tả năm 1986 bởi Ferrández.